# Adicella reducta
Adicella reducta är en nattsländeart som först beskrevs av Mclachlan 1865.  Adicella reducta ingår i släktet Adicella och familjen långhornssländor. Arten är reproducerande i Sverige. Inga underarter finns listade i Catalogue of Life.